# Glendale (Arizona)
Glendale is een stad in de Amerikaanse staat Arizona en telt 218.812 inwoners. Het is hiermee de 80e stad in de Verenigde Staten (2000). De landoppervlakte bedraagt 144,2 km², waarmee het de 124e stad is.

## Demografie
Van de bevolking is 7,4 % ouder dan 65 jaar en bestaat voor 21,3 % uit eenpersoonshuishoudens. De werkloosheid bedraagt 2,6 % (cijfers volkstelling 2000).
Ongeveer 24,8 % van de bevolking van Glendale bestaat uit hispanics en latino's, 4,7 % is van Afrikaanse oorsprong en 2,7 % van Aziatische oorsprong.
Het aantal inwoners steeg van 150.867 in 1990 naar 218.812 in 2000.

## Klimaat
In januari is de gemiddelde temperatuur 12,0 °C, in juli is dat 34,2 °C. Jaarlijks valt er gemiddeld 194,6 mm neerslag (gegevens op basis van de meetperiode 1961-1990).

## Sport
Glendale heeft twee sportclubs die uitkomen in een van de vier grootste Amerikaanse profsporten. Het gaat om:
- Arizona Coyotes (ijshockey)
- Arizona Cardinals (American football)

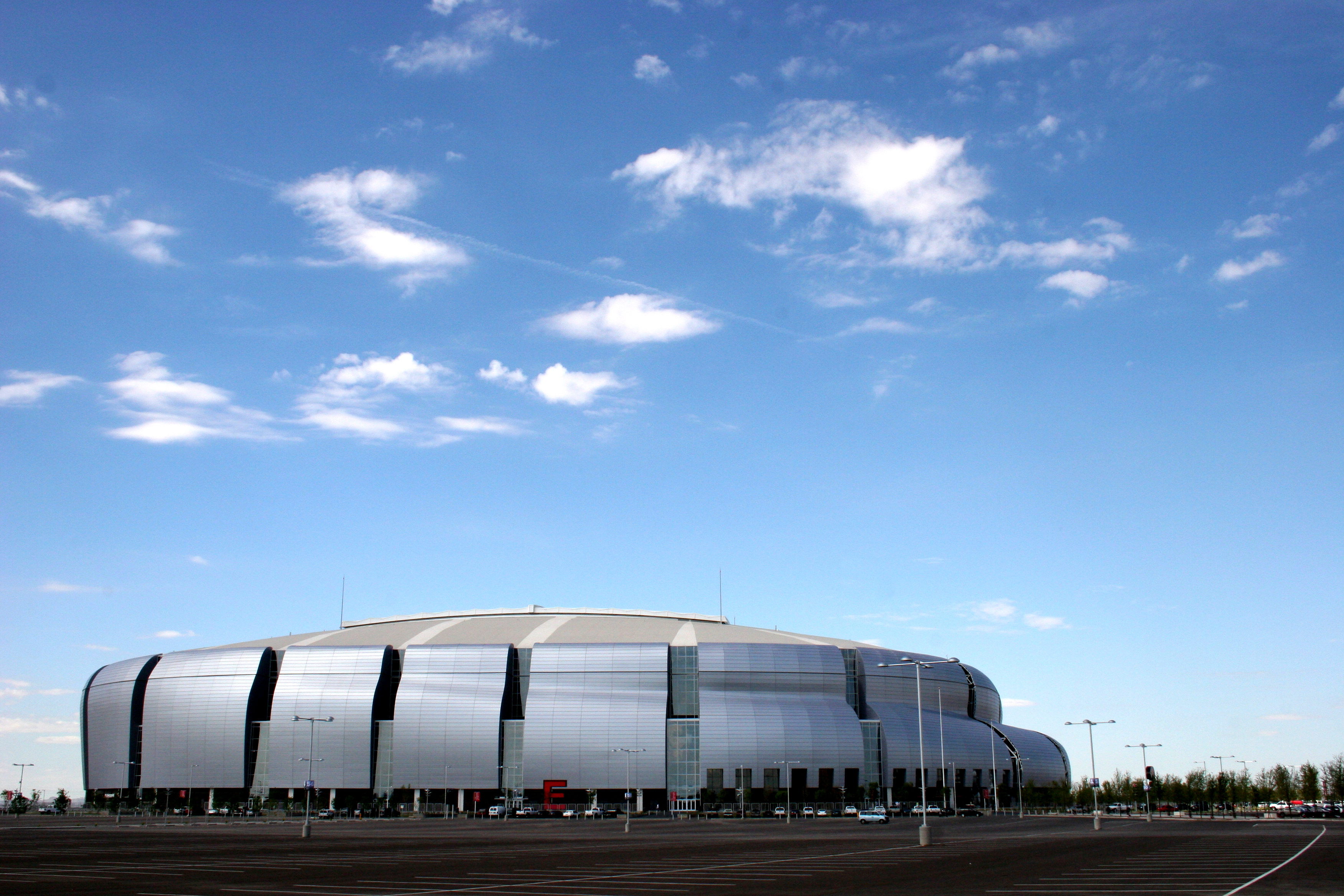
University of Phoenix Stadium

## Geboren in Glendale
- Rickson van Hees (2002), voetballer

## Plaatsen in de nabije omgeving
De onderstaande figuur toont nabijgelegen plaatsen in een straal van 16 km rond Glendale.